# 공공철학
공공철학(公共哲學)은 최소한 두 개의  철학적 과제로 분리된다.
공공철학이라고 불리는 것 중 한 과제는 철학을 통한 공공의 중요성 문제에 역점을 두는 것으로 특히 공공정책, 도덕성, 사회적 문제에 초점을 맞추는 것이다. 이러한 의미에서 공공철학은 내용의 문제이지 스타일의 문제는 아니다. 그것은 어떤 철학적 문제와 관련되어야 하지만 어떤 행위에서도 일어날 수 있다. 공공철학이라고 불리는 것 중 두 번째 과제는 공공적 행위 중에서 철학을 적용하는 것이다. 이 견해는 Essays in Philosophy 특별판((Vol 15, issue 1, 2014)에서 볼 수 있는데  공공철학을 일반인과 함께 비학술적인 면에서 철학하는 것이라고 하였다[1]. 공공철학은 이런 면에서 보면 스타일의 문제이지 내용의 문제가 아니다. 
그 것은 어떤 철학적 문제건 공공에 관한 것을 다루는 것이다. 어떤 공공철학자는 학문적인 전문가이지만 다른 이들은 가르치고 전문학술지에 논문을 쓰는 것 같은 학술활동에서 벗어난 밖에서 일을 할 수도 있다.

## 관점
공공철학네트워크의 창설자 중 한 학자인 샤론 미거는 공공철학이란 단순히 공공적인 면에서 철학하는 것은 아니라고 하였다. 진정한 공공철학은 철학자가 사회지식의 학도가 되고 자신의 공공적인 일을 깊이 숙고하는 일인 것이다. 철학이 철학과 접함을 통해 공적인 것에 이득을 주는 만큼, 공공에의 접촉연계로부터 보탬이 된다는 것을 인식하는 것이라고 할 수 있다.
공적으로 일하는 철학자는 자신이 문제점을 미리 안다고 가정하지는 않는다. 그러나 자신의 지역사회에서의 경험에서 문제를 이끌어내고 정리체계화한다.  더욱이, 공개적으로 참여한 철학은 철학자 자신이 그 대중의 구성원이라는 것을 이해하면서 철학자 자신의 대중에 대한 책임을 요구한다[2] .
공공철학은 단순히 공공장소에서 수행되는 철학이라는 대안적인 견해를 가진 철학자들은 두 가지 프로젝트와 연계성을 갖고 참여하고 있다. 이 중 하나는 대중과 협력하여 공공 문제를 식별하고 해결하기 위하여 대중과 다른 이들을 교육하는 것이다. 두 번째 접근법은 존 듀이의 민주주의와 철학을 재건하는 필요성에 대한 작품에서 종종 영감을 얻는다[3]. 두 개의 접근은 서로 양립할 수 없는 것이 아니다.
예를 들면, 철학자 마이클 J. 센델은 공공철학이 두 가지 측면을 갖고 있다고 이야기한다.  
첫 번째는 우리 시대의 정치적인 법적인 논쟁에서 철학적인 것을 찾아내는 것이다. 두 번째는 "현대 대중 담론에 설명을 할 수 있도록 도덕적, 정치적 철학을 가져와 적용하는 것이다.
제임스 툴리는 공공철학의 역할은 공공적 문제를 해결하는 것이라고 말하지만, 이것은 여러 가지 다른 방식으로 이루어질 수 있다[5]. Tully의 접근 방식은 시민권, 시민의 자유 및 비폭력이라는 경쟁 개념을 통해 실천을 강조한다. 어떤 의미에서는 공공철학은 스타일의 문제라기보다는 내용의 문제이다. 공공철학은 이런 면에서 공공장소에서 수행될 필요가 없고, 철학적인 문제의 특정부분을 다루어야 한다.

## 공공철학자
마국철학회는 2007년에 공공철학위원회를 설립하였다[7].
또한 공공철학네트워크가 2년에 한번 공공철학의 진보에 관한 학회를 개최한다[8].  
다양한 개인들이 스스로 또는 다른 사람에 의해 공공철학자로 인정되고 있다.
여기에는 학자로 Cornel West, Jürgen Habermas, Martha Nussbaum, Richard Rorty,[9] 와 James Tully가 있으며, 학자가 아닌 사회활동가로는 Jane Addams[10]가 있고, 소설가로는 Ayn Rand[11]가 있다.  
사사키 타케시
김태창

## 같이 보기
- 공공역사

## 참조
- 공공역사

- 공공지식인

## 참고 문헌
주요인용문헌 Wikipedia “Public Philosophy” retrieved on 19 December 2019, at 02:44.
1.^ Weinstein, Jack Russell (2014). "Public Philosophy: Introduction". Essays in Philosophy. 15 (1): 1–4. doi:10.7710/1526-0569.1485. 
2.^http://api.ning.com/files/C*75Xw4bA4cU7vHOHS-zlLRmkdBskXa9IzuVBCJKtjhmSgMrQy8tWTu1s9vqumPuG2gyJfaPzwWJ1Tu4*NoJIUVYUXtPpC37/KetteringreportfinalcorrectedFeb2013.pdf
3.^ See part two of Volume I of The Essential Dewey: Pragmatism, Education, Democracy edited by Larry A Hickman and Thomas M. Alexander, Bloomington: Indiana University Press. 
4.^ Sandel, Michael J. (2005). Public Philosophy: Essays on Morality in Politics. Cambridge, Massachusetts: Harvard University Press. p. 5. ISBN 0-674-01928-8. OCLC 60321410. 
5.^ Tully, James. Public Philosophy in a New Key: Volume 1, Democracy and Civic Freedom. Ideas in Context series. Cambridge, UK: Cambridge University Press. p. 3. ISBN 978-0-521-44961-8. OCLC 316855971. 
6.^ James Tully, especially Chapter 9 "On local and global citizenship: an apprenticeship manual," Public Philosophy in a New Key, Volume II: Imperialism and Civic Freedom. Ideas in Context series. Cambridge, UK: Cambridge University Press. pp. 243-309. 
7.^ http://www.apaonline.org/members/group.aspx?id=110441
8.^ http://publicphilosophynetwork.ning.com/
9.^ Posner, Richard A. (2003). Public Intellectuals: A Study of Decline (paperback ed.). Cambridge, Massachusetts: Harvard University Press. pp. 320–321. ISBN 0-674-01246-1. OCLC 491547976. 
10.^ Hamington, Maurice (June 15, 2010). Zalta, Edward N. (ed.). "Jane Addams". Stanford Encyclopedia of Philosophy. Retrieved November 1, 2013. 
11.^ Sciabarra, Chris Matthew (1995). Ayn Rand: The Russian Radical. University Park, Pennsylvania: Pennsylvania State University Press. p. 97. ISBN 0-271-01440-7. OCLC 31133644. 
시리즈『공공철학』(총20권) 사사키 타케시 김태창 공동편찬(도쿄대학출판회 2001-2006)(일서)
시리즈『이야기론』(총3권) 공동편찬(도쿄대학출판회 2007)(일서)
『공공철학을 서로 말한다』(도쿄대학출판회 2010)(일서)
『함께 공공철학 한다』(도쿄대학출판회 2010) (일서)
시리즈『공공하는 인간』전5권(도쿄대학출판회 2010-2011)(일서)
김태창 2007. 공공철학이란 무엇인가? 철학과현실 82-98. 철학문화연구소
마이클 샌들 2005. Public Philosophy.
윤용택 2011. 공공철학이란 무엇인가.  시민인문학. 20:325-340.